# 煉愛學獄
《煉愛學獄》（日语：サイコメ）是水城水城著作，生煮え插畫的日本輕小說作品，由Fami通文庫發行。全7冊。第十四回Entame大獎小說部門優秀賞得獎作品。

## 概要
「一群畜牲，給我搞清楚畜牲是沒人權的！」
「煉獄更生學院」──未成年犯罪者的聚集之地。因捲入鬥毆事件慘遭冤罪纏身的神谷京輔，被迫前往該處就學。在那有長腿美女、呆萌系少女和他作伴……乍看如此，其實她們全都是殺人犯。除此之外，京輔還因《十二人虐殺魔》這個異端身分，不幸成為學院中的醒目人物，更被謎樣的巨乳防毒面具美少女・冰河煉子給盯上──京輔能否熬過隨時與死亡為伍的危險誘惑，平安無事畢業！？

## 登場角色

### 主要角色
神谷 京輔
本作主角。人稱「虐殺王」、「百萬人斬」的超級打架高手，遭人陷害因而進煉獄更生學院，而真正殺了那12個人的人是冰河煉子。
1年A班學生。擁有超乎常人的肉體，曾經被銳利的妹妹神樂襲擊時，使用過輕鬆就能把人骨折斷的攻擊但都能絲毫無損，但痛楚仍然是有的。
因為其優異的體能而被相中，意圖將其訓練成殺手。與班導師久瑠宮約定，在煉獄更生學院的三年內都不殺人，如能成功便可回歸現實社會。
十分關心並呵護自己的妹妹綾花，將其視為最重要的家人。
煉子所迷戀的對象，自己本身亦受其吸引，但明白自己只要愛上煉子就會被其所殺，因此在面對煉子的誘惑時無時無刻努力克制自己。
冰河 煉子
超級巨乳，G罩杯，1年B班學生。
為人聒噪，對自己的身材充滿自信，經常以此嘲諷銳利。因為無時無刻戴著防毒面具的原因所以平時只能吃流質食物。
真實身份是「殺戮機關」，只要脫下防毒面具就會一直的、不斷的想殺人。
京輔入學後，煉子對他非常感興趣，甚至深深愛上京輔，愛到想殺他的地步。後來脫下面具後差點殺了銳利，京輔先讓銳利跑了之後欣然赴死想要跟煉子同歸於盡。沒想到就在煉子快掐死京輔時，京輔想到他妹妹並且喊出綾花的名字，煉子深深震撼，以為他就是京輔喜歡的人，決定放京輔一馬，並且全力用自己的條件無限誘惑京輔，並且約好只要讓京輔愛上她就會開開心心殺了京輔。
學業成績異常優異。

### 1年A班
紅羽 銳利
超級貧乳，給人隨時都很疲倦想睡的樣子。
雖然擁有迷人美麗的外表，目光卻很兇惡，面對可怕的教師和學生也不改慵懶態度的15歲美少女。但那看起來總是心情欠佳的外表下，卻意外有著樂於照顧人的個性，常在各方面默默幫助舞那跟京輔。興趣是指甲彩繪。
為殺手一族紅羽家長女，擁有非常高的殺手才能卻因為過於善良而無法動手殺人，被譏諷為「血鏽爪處女」。在第四卷回到老家後，在身為當家的母親同意下，可以不用擔負殺手的工作。
對京輔抱持著好感。
五十嵐 舞那
一緊張過度就會使周圍的人受傷、嚴重甚至死亡，被冠上了「災厄傻妹」的蔑稱，因為這個緣故殺死了3位以前的同學，而被送來煉獄更生學院，講話很容易大舌頭。在監林學院期間被京輔開導，因而對他存有好感。
逆神 鬥真
在書中被暱稱為「莫西干頭(モヒカン)」，有著染成鮮紅的莫西干髮型和耳環，衣著很邋遢的學生，講話非常囂張直接。
非常弱，甚至到能被一拳打飛的程度，但回復力異常地驚人。惹怒久瑠宮的功夫相當了得，時常因挑釁久瑠宮老師而被打得不成人形，也因此讓京輔等人度過許多次危機，目前還活著。
早乙女 紳士
自稱「日版泰德·邦迪」，殺過兩名女性，是一位戀屍癖殺人魔。曾因京輔常常為少女出頭，在煉子面具上寫了威脅會殺死煉子的字眼而約他到天台，連同宇佐見、大野木、魔鏡院以及其他殺人犯總共十人圍堵京輔，手持小刀、水喉通等武器對京輔進行攻擊，但似乎京輔的打架能力佔上風，很容易便能打倒他們。最後他拿出久瑠宮所給予的手槍試圖殺死京輔，但最終被銳利及時趕到阻止他。
宇佐見 影郎
一名色鬼，常常與早乙女和大野木混在一起。
大野木 荒太
一名有暴力傾向的人，常常與早乙女和宇佐見混在一起。

### 1年B班
Bob
頭套著蛇皮紙袋體格相當健壯的女性，因為力氣太大而把喜歡的人抱死了。
雖然外表很嚇人但實際上對他人相當友善。
真名還未出現過，鮑伯是暱稱。
魔鏡院 喰餓
有中二病傾向，意外有烹飪技巧。本名鈴木道郎，因對於自己殺人感到害怕，而以中二病的方式逃避現實，後來被安藤千尋以特殊方式解決，恢復常人的個性，但魔鏡院喰餓成了他的黑歷史。
安藤 千尋
喜歡吃人肉的蘿莉美少女，入學原因為肚子太餓而不小心吃了3個人。在入學時喜歡上京輔的肉體而進行"愛的告白"。不過馬上就被京輔拒絕，現在與鮑伯，魔鏡院喰餓和煉子經常混在一起。

### 其他
神谷 綾花
為神谷 京輔的妹妹，因為哥哥被陷害進入學校，便也企圖以殺人舉動進入哥哥的學校監獄，不過實際上並沒有殺過人。
對京輔有著扭曲的親情，覺得哥哥會變這樣是因為他身邊的女人害的，因此起初極度排斥京輔和其他女性來往，舉動甚至有過激傾向。是久瑠宮意圖拿來刺激京輔的棋子，不過綾花一直被欺瞞著，直到第三卷尾聲才得知自己遭到利用。
被煉子所感化，不再對京輔身邊女性帶有敵意，轉而撮合京輔與煉子的感情。
久瑠宮 聖
1年A班班導師。身形嬌小，極度討厭他人對這點作文章，只要是叫她「小不拉機」、「小不點」、「小學生」或「幼稚園兒童」的人，都一定會死的很慘。
戰鬥能力極端強悍，連冰河煉子都不是其對手。
毒島 霧都
1年B班班導師。是名「毒物使者」。
是久瑠宮的後輩，外表看來虛弱、骨瘦如柴。
將許多有毒生物藏在身邊。
紗魔夜 沙姫
就讀三年A班，擔任風紀委員長的17歲學姊。
擁有媲美最高級陶瓷娃娃的美貌，卻是以各式各樣驚悚手段、殘忍殺害了21人的稀世連續殺人魔。是學院裡殺人數冠居學年的連續獵奇殺人犯，第20、21名受害者為其雙親，被逮捕時年僅14歲，因為這項事實在當時極具衝擊性，所以真相並沒有公布出來，而是私底下被掩埋掉，之後她就被人丟進這所學院裡。
在久瑠宮的調教下更生，如今身上總是散發著清純的氛圍……?
認為自己受到京輔等人捉弄而起殺意，打算將落單的眾人一舉殺戮。用柴刀劈砍煉子的頭部導致其安全機制啟動，被煉子反擊而陷入恐懼，後來京輔阻止了煉子。從此對京輔抱持著好感，稱呼其為京輔大人。然而也因為這件事情受到驚嚇，極度害怕煉子。
冰河 零子
「殺戮機關」的製造者，並且稱呼自己所創造的煉子為"女兒"。

## 用詞
煉獄更生學院
表面上是讓未成年犯罪者能重返社會的感化機構，但實際上專門挑選殺人犯培養為殺手的學校。
紅羽家
為日本殺手一族，以優秀的血統和良好的後天訓練來培養專業的殺手後代。
本家男女基本不隨婚姻而改姓，在子女選定配偶時得經過當家對配偶能力的試煉核可。

## 出版書籍

### 輕小說
| 集數   | 日文版副標題      | 中文版副標題       | Enterbrain     | Enterbrain             | 尖端出版       | 尖端出版                                           |
| 集數   | 日文版副標題      | 中文版副標題       | 發售日期       | ISBN                   | 發售日期       | ISBN / EAN                                         |
| ------ | ----------------- | ------------------ | -------------- | ---------------------- | -------------- | -------------------------------------------------- |
| 1      |                   | 與殺人鬼共度死春期 | 2013年2月28日  | ISBN 978-404-728-729-7 | 2014年3月20日  | ISBN 978-957-10-5538-1                             |
| 2      |                   | 殺人姬與林監學校   | 2013年4月30日  | ISBN 978-4-04-728853-9 | 2014年5月15日  | ISBN 978-957-10-5567-1                             |
| 3      |                   | 殺人希與期末死驗   | 2013年8月30日  | ISBN 978-4-04-729096-9 | 2014年8月7日   | ISBN 978-957-10-5660-9 EAN 4717702262235（特裝版） |
| 4      |                   | 與殺人忌共度裡盆會 | 2013年12月26日 | ISBN 978-4-04-729323-6 | 2014年12月11日 | ISBN 978-957-10-5807-8                             |
| 5      |                   | 與殺人機共度體育災 | 2014年4月28日  | ISBN 978-4-04-729597-1 | 2015年4月30日  | ISBN 978-957-10-5858-0                             |
| 6      |                   | 與殺人器遭死相愛   | 2014年8月30日  | ISBN 978-4-04-729862-0 | 2015年8月10日  | ISBN 978-957-10-6051-4                             |
| 短篇集 | UNPLAGUED OMNIBUS | UNPLAGUED OMNIBUS  | 2014年11月29日 | ISBN 978-4-04-730054-5 | 2016年3月17日  | ISBN 978-957-10-6457-4                             |

## 外部連結
- （日語）煉愛學獄（FBonline） （页面存档备份，存于）
- （日語）Psycome-stage （页面存档备份，存于）